# Réseau des Grands Sites de France
 (mars 2016).
Si vous disposez d'ouvrages ou d'articles de référence ou si vous connaissez des sites web de qualité traitant du thème abordé ici, merci de compléter l'article en donnant les références utiles à sa vérifiabilité et en les liant à la section « Notes et références ».

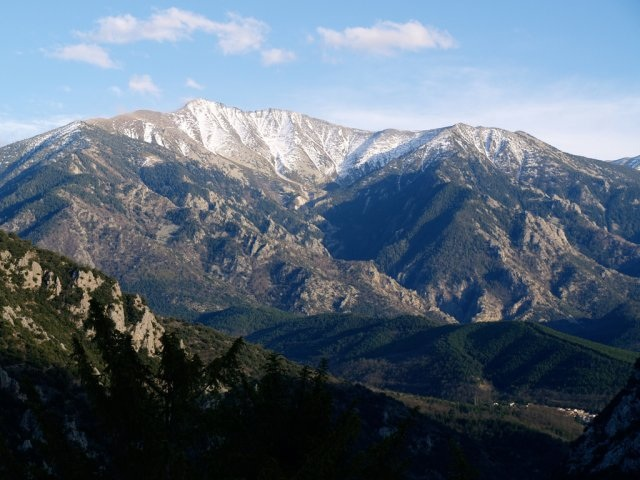
Le Massif du Canigou est l'un des 47 sites naturels classés dont l'organisme gestionnaire est membre du réseau des Grands Sites de France.

Le réseau des Grands Sites de France (RGSF) est l'association française créée le 7 novembre 2000 qui regroupe les organismes publics locaux qui assurent la protection et la mise en valeur de sites naturels classés subissant une fréquentation très importante et qui visent à l'obtention ou ont obtenu le label officiel « Grand Site de France » décerné par arrêté du ministre chargé de l'Environnement.
Ce label, qui porte sur le programme de gestion et de mise en valeur, ne doit être confondu ni avec celui de parc naturel régional décrété par le Premier ministre, ni avec celui de site classé ou inscrit décerné par arrêté du Ministère de la Culture aux espaces remarquables par leur caractère historique, artistique, scientifique, légendaire ou pittoresque.

## Caractéristiques

Signalétique
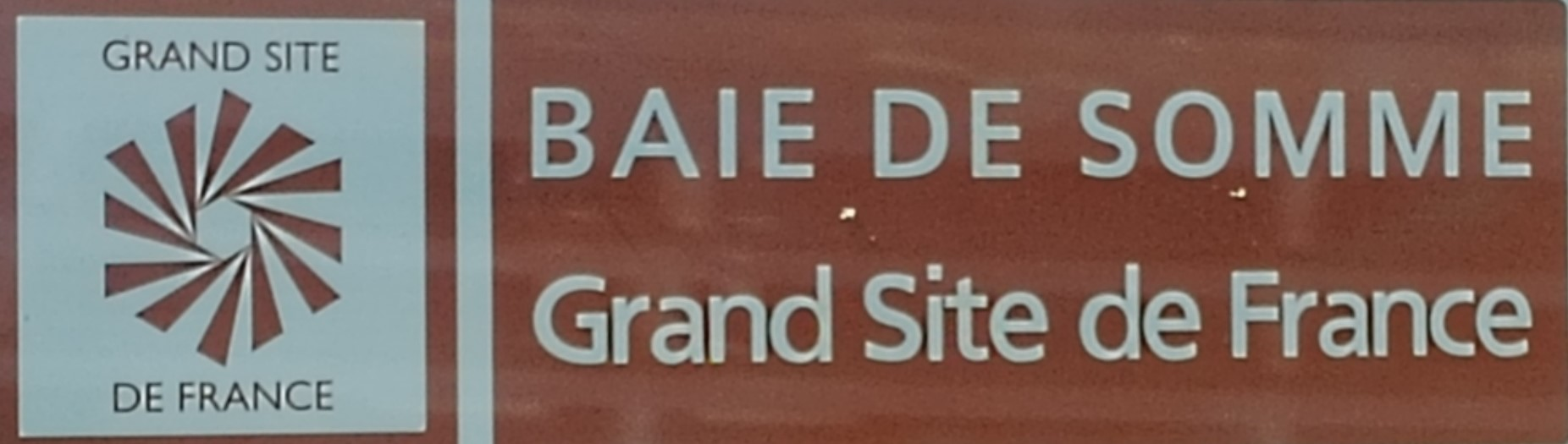
Panneau.
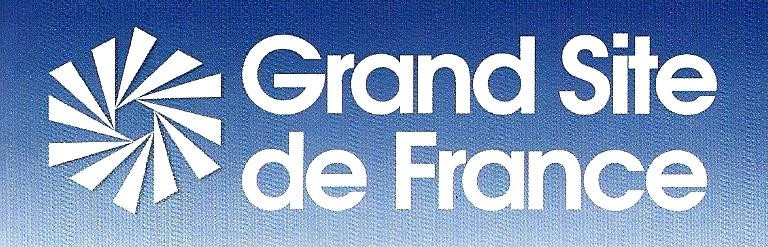
Logo.

Le Réseau des Grands Sites de France regroupe d'une part les organismes publics de protection et de mise en valeur de sites naturels bénéficiant du label Grand Site de France, et d'autre part d'autres organismes qui se sont donné comme objectif de l'obtenir un jour. Ces organismes gestionnaires sont des collectivités locales, comme des conseils généraux, des communes, des communautés de communes, ou encore des syndicats mixtes, des sociétés d'économie mixte, ou encore des établissements publics. Le réseau est avant tout un lieu d'échange d'expérience, de réflexion, d’innovation sur les objectifs et les moyens de mise en valeur. Il représente ses membres au niveau national et participe à la réflexion sur la valorisation des sites et des paysages.
Le Réseau des Grands Sites de France agit aussi à l'échelle internationale au moyen du Pôle francophone de formation et d'échange des gestionnaires de sites patrimoniaux.

## Missions et actions
Les missions du Réseau des Grands Sites de France sont diverses :
- il anime des rencontres annuelles qui se tiennent à chaque fois sur un grand site différent. Elles associent acteurs locaux et nationaux, élus et techniciens, et nourrissent une culture commune ;
- il organise et propose des formations et des ateliers sur des thèmes tels que le tourisme durable, les retombées économiques, l'interprétation, le partenariat avec le monde agricole et forestier... Le Réseau est agréé organisme de formation ;
- il facilite les échanges et le partage de savoir-faire entre ses membres grâce à plusieurs outils : lettre d'information mensuelle, liste de diffusion électronique, extranet.. ;
- partenaire actif de la politique nationale de mise en valeur des sites protégés remarquables, il est un interlocuteur des pouvoirs publics et s'attache à être une force de proposition en matière de valorisation des sites et des paysages ;
- il est consulté et apporte un appui technique aux adhérents en vue de l'attribution du label Grand site de France ;
- pour promouvoir et faire connaitre les valeurs des grands sites, le Réseau des grands sites de France conçoit et réalise des actions de communications.

## Mesures de préventions
Le réseau des grands sites encourage de prendre des mesures nécessaires pour améliorer les dispositifs d’accueil et de flux, sur des sites comme la dune du Pilat, qui accueille chaque année deux millions de visiteurs, dont un tiers entre juillet et août (17000 par jour), selon l'analyse de Camille Guyon, responsable communication du Réseau des Grands Sites de France. Parmi ces mesures, mettre fin au stationnement sauvage, via « un projet de territoire qui ne nuira ni à l’environnement, ni à la tranquillité des habitants ».

## Définition d'un Grand Site de France
Un Grand Site de France est un site naturel classé de grande notoriété et de très forte fréquentation, pour la conservation duquel l'organisme gestionnaire a mis en place des moyens de conservation reconnus par l’État avec le label Grand Site de France. 
Ce label officiel français a été créé par l’État en 2003 pour soutenir l'action des gestionnaires de sites classés. À ce titre, il a été inscrit, en 2010, dans le code de l'environnement (art. L341-15-1). Le Ministre de l’Écologie, du Développement Durable et de l’Énergie le décerne aux gestionnaires de sites dont la réhabilitation est achevée et qui offrent au public un accueil à la hauteur de la qualité des lieux. 
L'"Estuaire de la Charente - Arsenal de Rochefort", site naturel classé le 22 août 2013, est le 21e et dernier adhérent à l'association du Réseau dont la programme de conservation a été reconnu en 2020 comme conforme aux label Grand site de France. 
Chaque organisme adhérant à l'association se fixe l'objectif de pouvoir obtenir cet agrément un jour.

## Gestion d'un Grand Site de France
Les responsables des Grands Sites de France ont pour mission de :
- préserver ces sites exceptionnels ;
- concilier la protection et l'accueil d'un vaste public désireux de découvrir ou de se ressourcer dans ces grands paysages ;
- trouver un meilleur équilibre entre visiteurs et habitants, tradition touristique et vie quotidienne de ceux qui y vivent et qui les font vivre ;
- promouvoir les valeurs du développement durable.

Ces actions sont menées avec deux ambitions :
- préserver « l'esprit des lieux » propre à chaque site ;
- contribuer au développement économique et social du territoire.

## Bonnes pratiques du tourisme durable
Le réseau des Grands Sites de France publie un recueil de bonnes pratiques du tourisme durable basé sur 20 exemples innovants. Parmi les recommandations, ne pas rechercher l’accroissement du nombre absolu de visiteurs et préférer des modes de déplacement doux qui constituent une expérience de visite à part entière : à pied, à vélo, en barque, en bateau, ou à cheval.

## Promotion publicitaire institutionnelle
Écoutez le Monde est une œuvre d’art réalisée par le sculpteur Bernard Dejonghe en 2005 à la demande du Réseau des Grands Sites de France.

## Liste des membres du réseau des Grands Sites de France

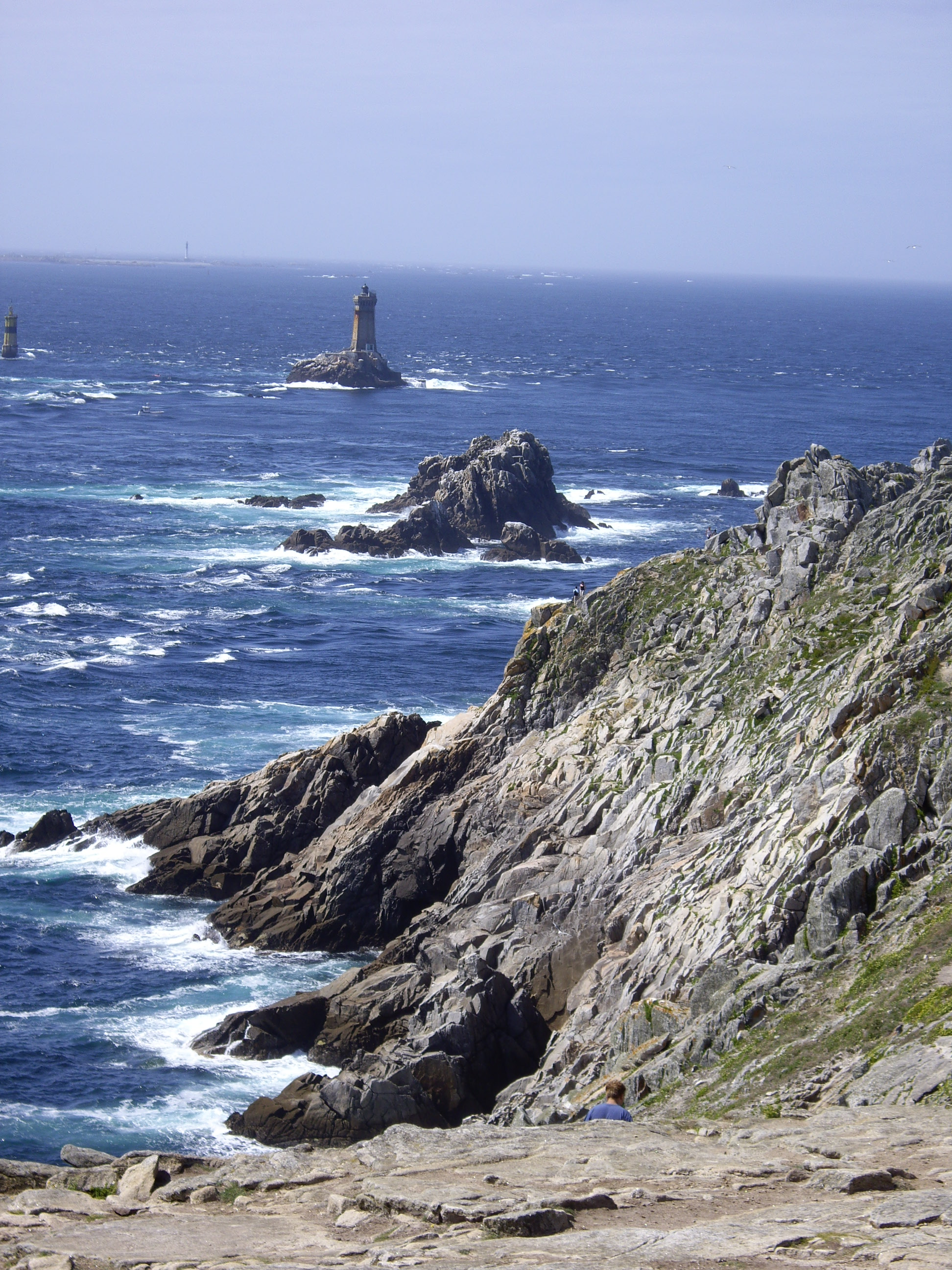
Le Grand Site de France Pointe du Raz en Cap Sizun (Bretagne).

On recense, en mai 2020, quarante-sept sites adhérents au Réseau des Grands Sites de France. 
Lorsqu'il y a un logo  placé avant le nom, le membre a aussi obtenu le label Grand Site de France.
1. Aven d'Orgnac
2. Baie de Somme
3. Ballon d'Alsace
4. Bibracte-Mont Beuvray
5. Bonifacio
6. Camargue gardoise
7. Canal du Midi, du Malpas à Fonséranes
8. Cap d'Erquy et Cap Fréhel
9. Cirque de Navacelles
10. Cirque du Fer-à-Cheval
11. Cité de Carcassonne
12. Cité de Minerve, Gorges de la Cesse et du Brian
13. Conca d'Oru, vignoble de Patrimonio - golfe de Saint-Florent
14. Dune du Pilat
15. Dunes de Flandre
16. Dunes sauvages de Gâvres à Quiberon
17. Estuaire de la Charente - Arsenal de Rochefort
18. Falaises d'Étretat, Côte d'Albâtre
19. Fontaine de Vaucluse
20. Gorges de l'Ardèche
21. Gorges du Gardon
22. Gorges du Tarn et de la Jonte
23. Gorges du Verdon
24. Havre du Payré
25. La Hague
26. Îles Sanguinaires - Pointe de la Parata
27. Le Vézelien
28. Les deux caps Blanc-Nez et Gris-Nez
29. Marais poitevin
30. Massif de l'Esterel
31. Massif des Ocres
32. Massif du Canigou
33. Montségur
34. Pointe du Raz en Cap Sizun
35. Pont du Gard
36. Presqu'île de Giens-Salins d'Hyères
37. Puy de Dôme - Chaîne des Puys
38. Puy Mary, volcan du Cantal
39. Rocamadour
40. Solutré Pouilly Vergisson
41. Saint-Guilhem-le-Désert  et gorges de l'Hérault
42. Montagne Sainte-Victoire
43. Vallée de la Clarée et Vallée étroite
44. Vallée du Hérisson – plateau des sept Lacs
45. Vallée de la Vézère
46. Vallée du Salagou et Cirque de Mourèze
47. Vignobles et Reculées du Jura